# Critoniopsis standleyi
Critoniopsis standleyi là một loài thực vật có hoa trong họ Cúc. Loài này được (S.F.Blake) H.Rob. mô tả khoa học đầu tiên năm 1993.